# Platygaster juniperina
Platygaster juniperina är en stekelart som beskrevs av Macgown 1979. Platygaster juniperina ingår i släktet Platygaster och familjen gallmyggesteklar. Inga underarter finns listade i Catalogue of Life.